# ولف ۴۲۴
ولف ۴۲۴ یک ستاره است که در صورت فلکی دوشیزه قرار دارد.